# Chorzepinek (Chorzepin)
Chorzepinek – część wsi Chorzepin, w Polsce, w województwie łódzkim, w powiecie łęczyckim, w gminie Świnice Warckie.
Miejscowość wchodzi w skład sołectwa Chorzepin. 
W latach 1975–1998 miejscowość należała administracyjnie do województwa konińskiego.